# Centre maritime de Vellamo
Le centre maritime de Vellamo (finnois : Merikeskus Vellamo) est un édifice construit dans le port de Kotka en Finlande.

## Description
Le bâtiment conçu par Ilmari Lahdelma est situé au 99, rue Tornatorintie et offre 14 366 m2 d'espaces. Sa construction s'est terminée en 2008. 
Le centre héberge le musée maritime de Finlande, le musée du Kymenlaakso,, le musée de la Garde côtière et les espaces du centre scientifique de Vellamo.

## Navires de musée
Ils sont situés sur la jetée du musée à côté du bâtiment du musée.
- Le bateau-phare Kemi,
- Le brise-glace Tarmo,
- Le bateau-pompe HM-71,
- Le garde-côte Telkkä,
- Le cotre-pilote Pitkäpaasi,
- Le patrouilleur des gardes-frontières finlandais VMV-11,

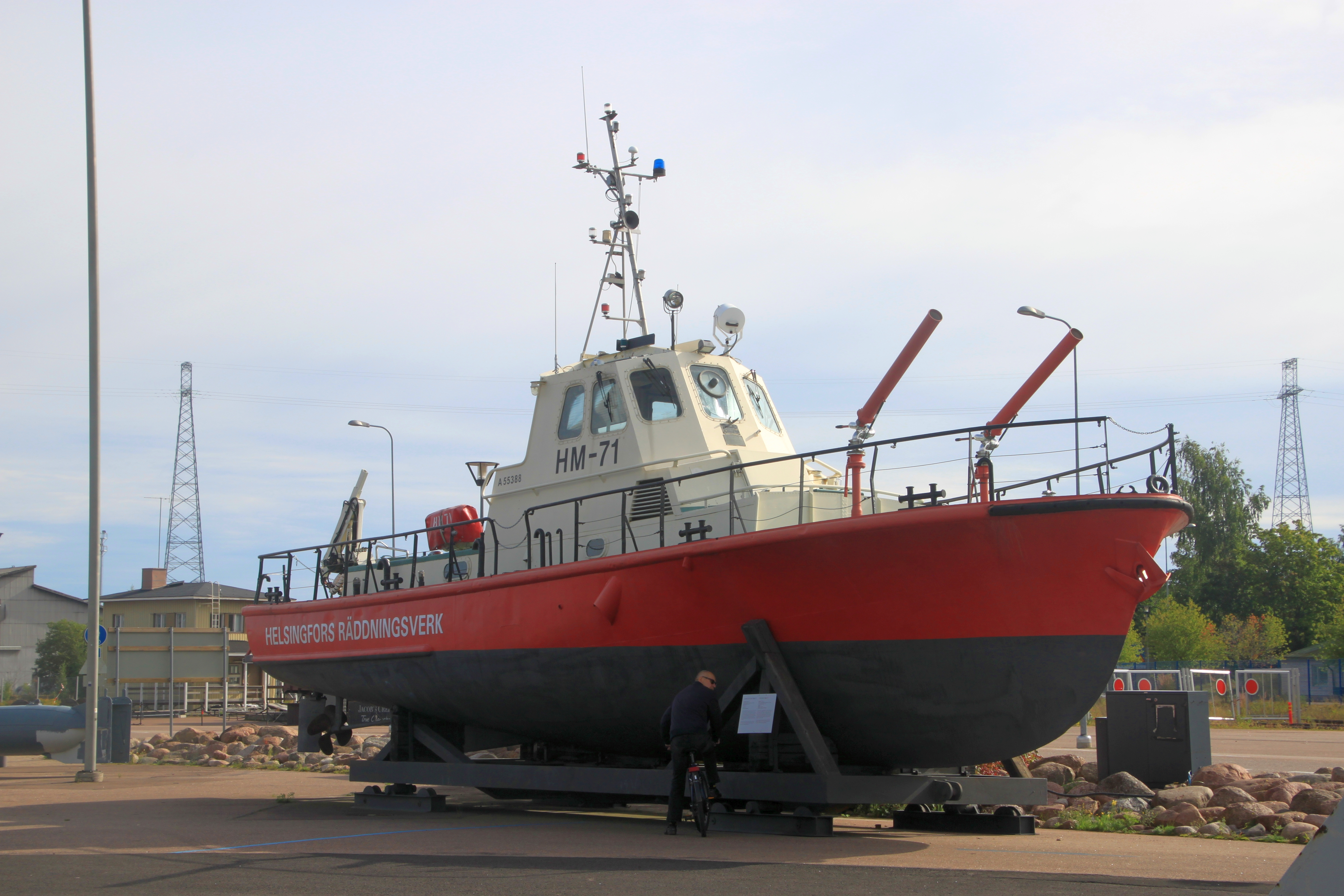
Bateau-pompe HM-71.
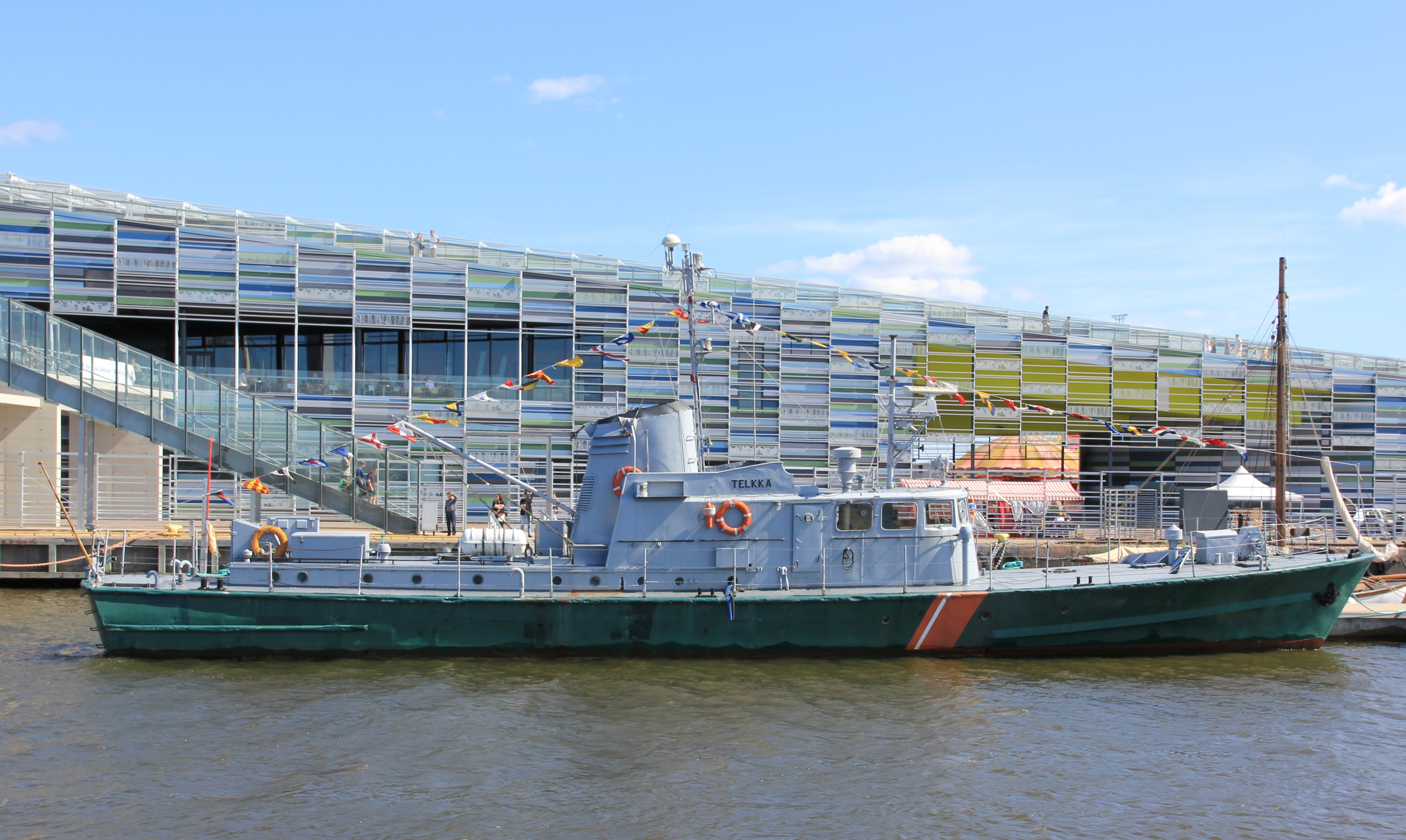
Garde-côte Telkkä.
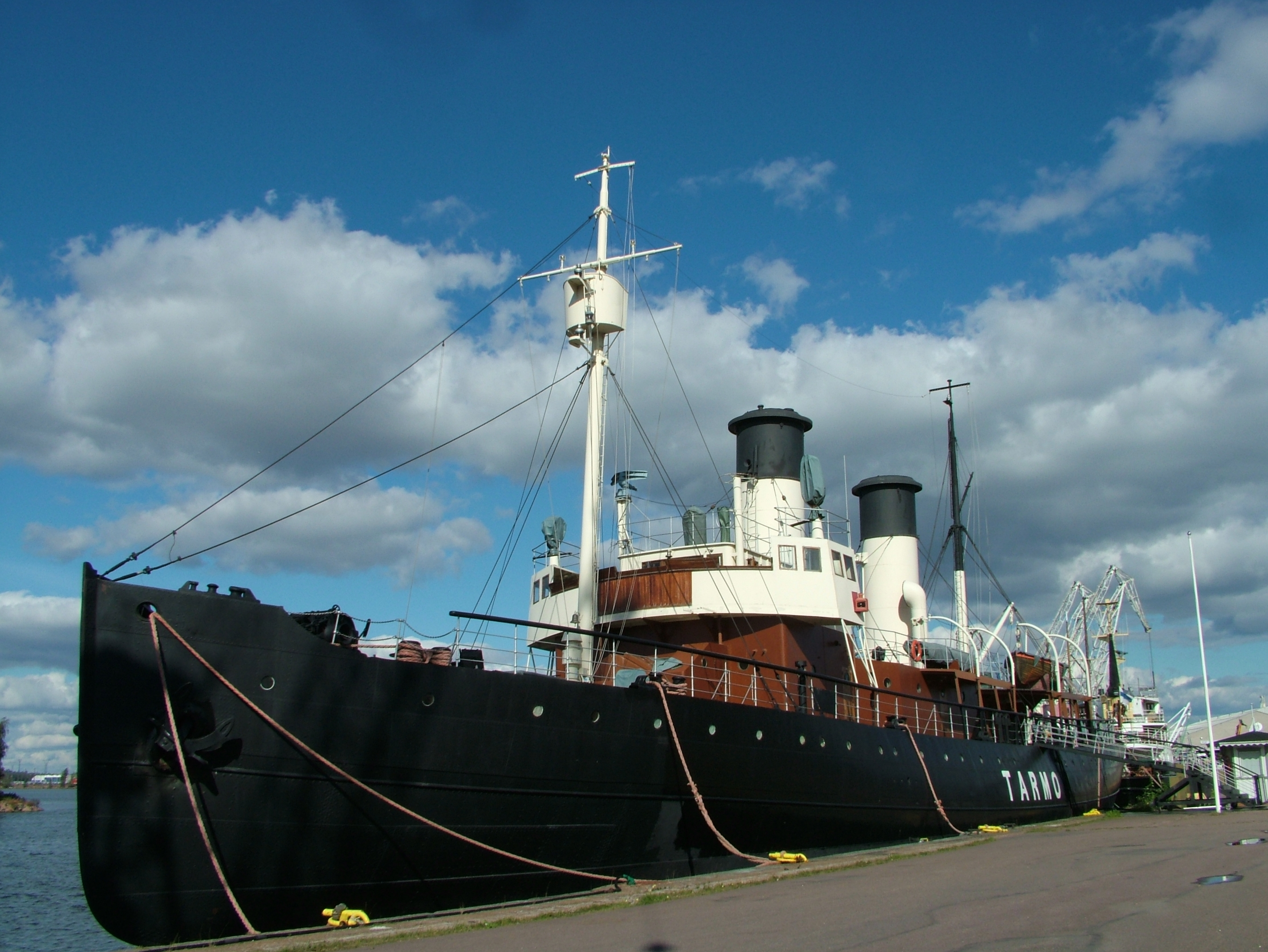
Le brise-glace Tarmo,

## Galerie

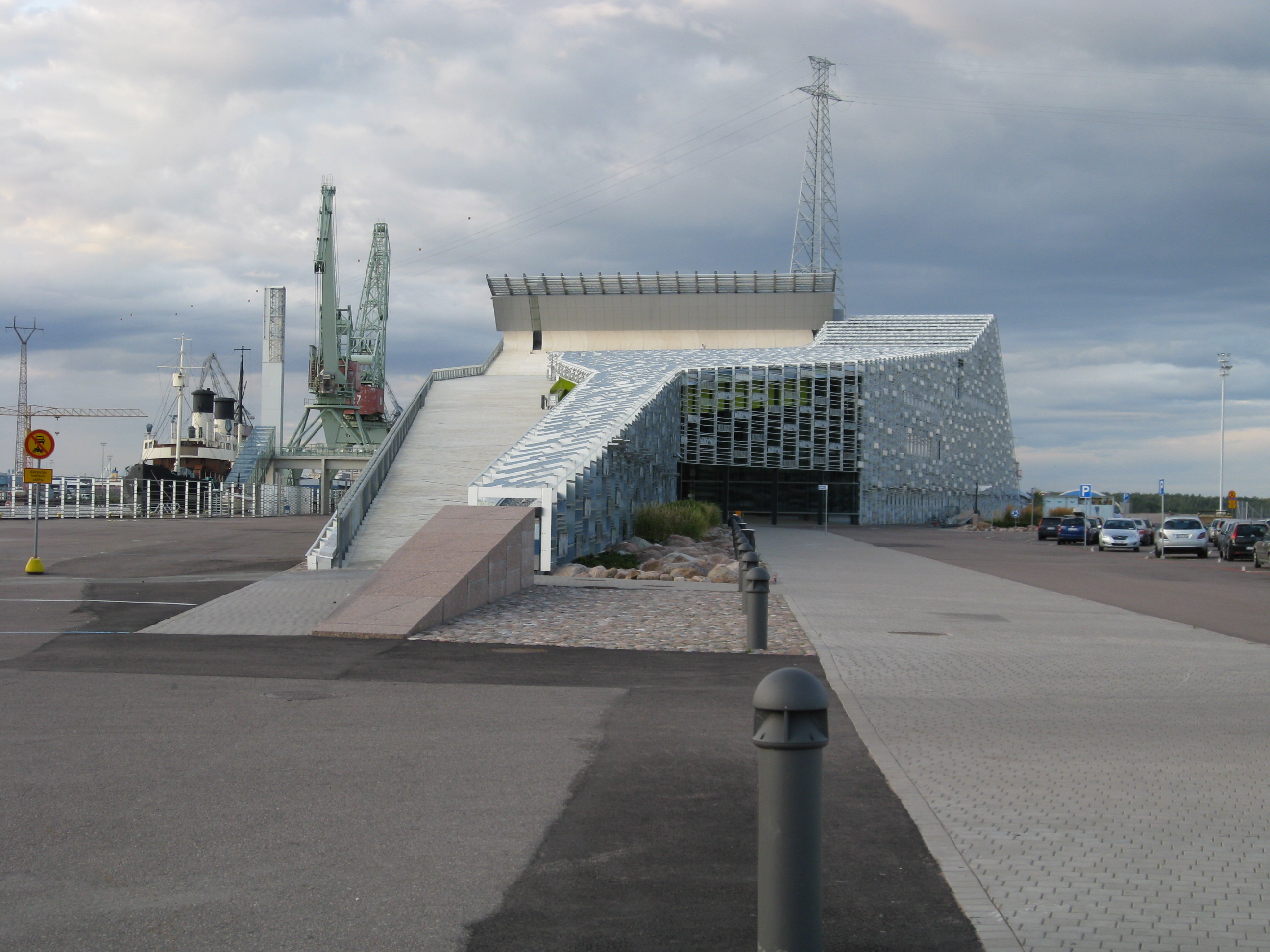
Le centre vu du quai.
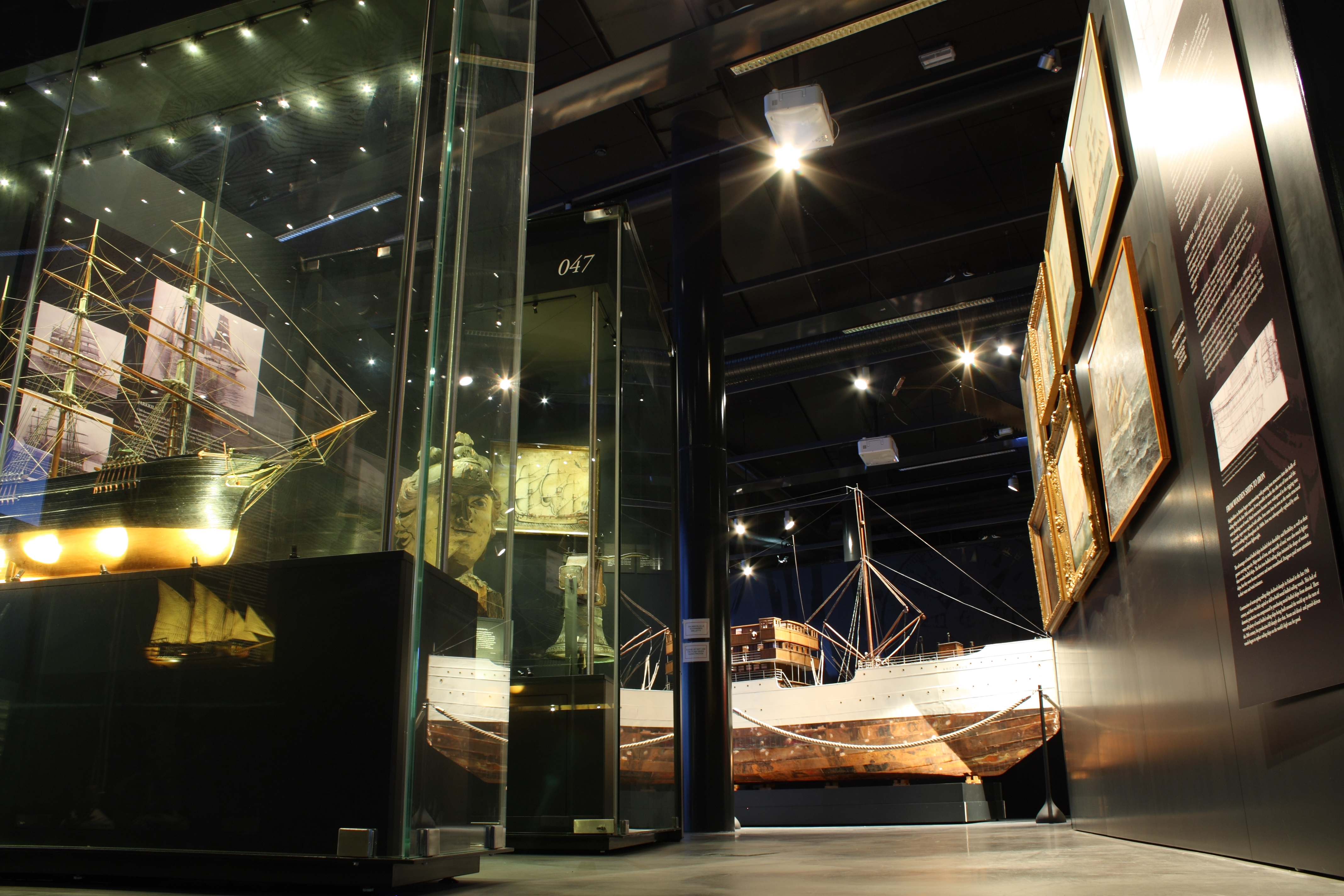
Une salle d'exposition
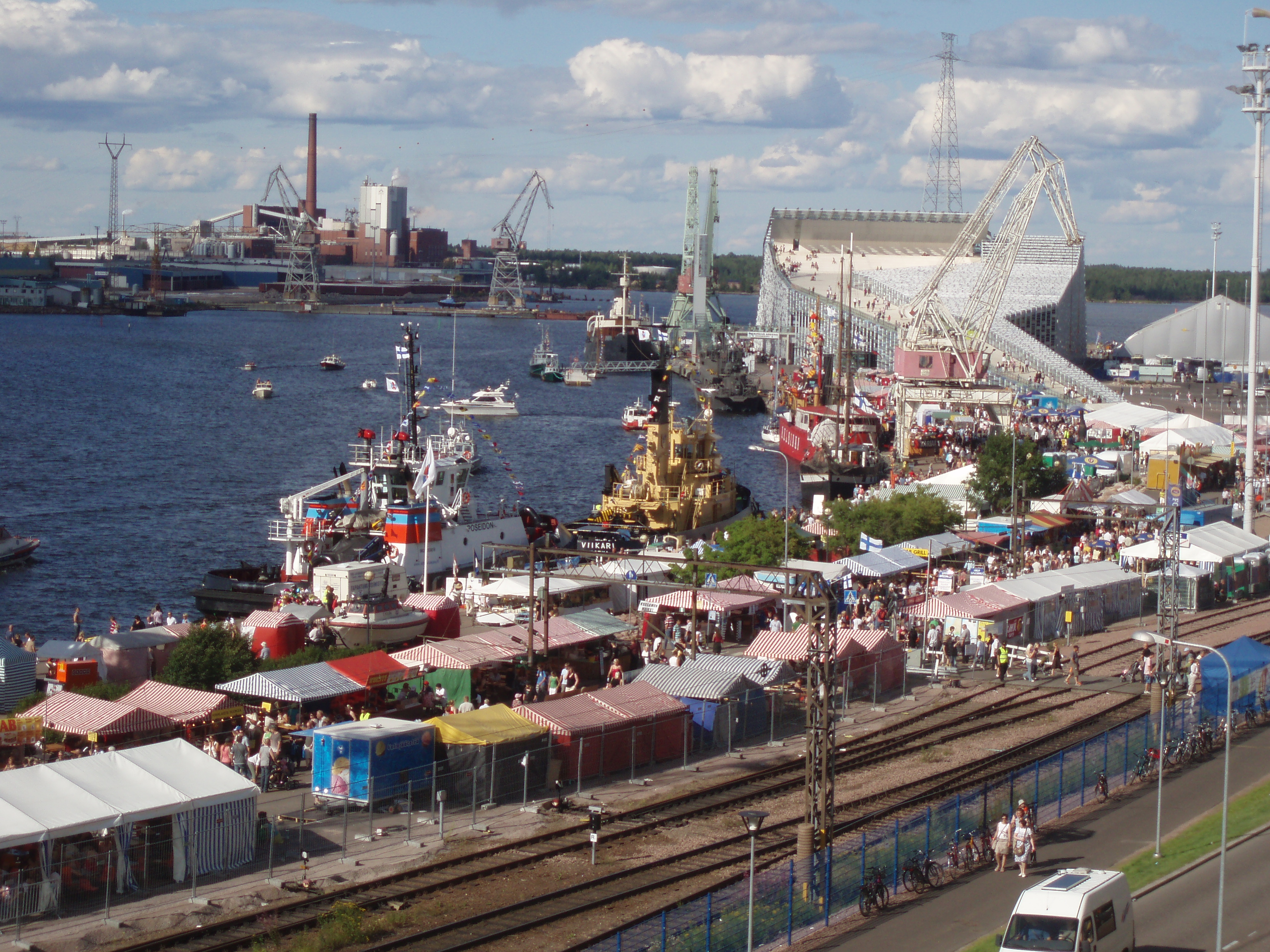
Les journées de la mer (meripäivät).